# Jerome Ford
Jerome Ford (Tampa, 12 settembre 1999) è un giocatore di football americano statunitense che milita nel ruolo di running back per i Cleveland Browns della National Football League (NFL).

## Carriera

### Cleveland Browns
Ford fu scelto nel corso del quinto giro (156º assoluto) del Draft NFL 2022 dai Cleveland Browns. A causa di un problema a una caviglia subito nella settimana 4 fu inserito in lista infortunati il 4 ottobre 2022. Tornò nel roster attivo il 12 novembre. Nella sua stagione da rookie disputò 13 partite, nessuna delle quali come titolare, con 12 yard corse e 723 yard su ritorno.